# Ragnhild Jølsen
Ragnhild Theodora Jølsen (Enebakk, 28 de março de 1875 — Enebakk, 28 de janeiro de 1808) foi uma escritora norueguesa.